# هورنینگ
هورنینگ (به انگلیسی: Horning) یک روستا و محله مدنی در بریتانیا است که در North Norfolk واقع شده‌است. هورنینگ ۱۱٫۰۴ کیلومتر مربع مساحت و ۱٬۰۹۸ نفر جمعیت دارد.